# Джон Глоувър
Джон Сорсби Глоувър-младши (на английски: John Soursby Glover, Jr.; роден на 7 август 1944 г.) е американски актьор, номиниран за три награди „Сатурн“ и пет награди „Еми“. Познат е с ролите си на злодеи в различни филми и сериали, една от които е тази на Лайънъл Лутор в сериала „Смолвил“. Той озвучава и Гатанката в „Батман: Анимационният сериал“.
През 1995 г. печели награда „Тони“ за главна мъжка роля в пиеса за работата си в представлението „Любов! Храброст! Съчувствие!“.

## Личен живот
Завършва гимназията в Уайкомико и играе в Таусънския университет.
През 2016 г. се омъжва за скулптура Адам Кърцман, с когото има връзка от 1993 г.